# DeJuan Blair
DeJuan Lamont Blair (Pittsburgh, 22 aprile 1989) è un ex cestista statunitense.

## Carriera
Sebbene pesi oltre 120 kg è dotato di grande agilità ed esplosività che gli garantiscono una buona media punti, inoltre è un grandissimo difensore nonché abile catturatore di rimbalzi sotto le plance amiche e non solo.
DeJuan manca dei legamenti crociati anteriori di entrambe le ginocchia. Sottopostosi ad una sorta di trapianto dopo averli persi, il suo corpo, invece di rigettare i nuovi legamenti, li ha assorbiti: Dejuan ha quindi giocato due anni con il team di Pittsburgh del tutto ignaro di ciò, e scoprendosi mancante dei legamenti solo attraverso le visite mediche effettuate prima di firmare con i San Antonio Spurs. In seguito, il suo medico ha affermato che questo "assorbimento" si verifica in un caso su un milione, ed è praticamente un miracolo il solo fatto che possa camminare senza problemi.
Il 7 agosto 2013, non avendo trovato molto spazio nella rotazione di Gregg Popovich, allenatore dei San Antonio Spurs, Dejuan Blair firma con la squadra dei Dallas Mavericks un contratto della durata di un anno.
Nell'estate del 2019 decide di trasferirsi in Italia firmando con la Victoria Libertas Pallacanestro di Pesaro, ma il contratto viene rescisso prima ancora di iniziare a causa della squalifica per oppioidi comminata dalla FIBA al giocatore e valida per due anni fino a maggio 2021.

## Statistiche

### NCAA
| Anno      | Squadra             | PG | PT | MP   | TC%  | 3P% | TL%  | RP   | AP  | PRP | SP  | PP   |
| --------- | ------------------- | -- | -- | ---- | ---- | --- | ---- | ---- | --- | --- | --- | ---- |
| 2007-2008 | Pittsburgh Panthers | 37 | 36 | 26,0 | 53,7 | -   | 62,4 | 9,1  | 0,9 | 0,7 | 1,1 | 11,6 |
| 2008-2009 | Pittsburgh Panthers | 35 | 35 | 27,3 | 59,3 | -   | 60,5 | 12,3 | 1,2 | 1,5 | 1,0 | 15,7 |
| Carriera  | Carriera            | 72 | 71 | 26,6 | 56,8 | -   | 61,4 | 10,7 | 1,1 | 1,6 | 1,0 | 13,6 |

#### Massimi in carriera
- Massimo di punti: 32 vs DePaul (7 febbraio 2009)[2]
- Massimo di rimbalzi: 23 vs Connecticut (16 febbraio 2009)
- Massimo di assist: 4 (3 volte)
- Massimo di palle rubate: 6 vs St. John's (11 gennaio 2009)
- Massimo di stoppate: 5 vs Oklahoma State-Stillwater (15 dicembre 2007)
- Massimo di minuti giocati: 38 vs Connecticut (16 febbraio 2009)

### NBA

#### Regular Season
| Anno      | Squadra           | PG  | PT  | MP   | TC%  | 3P% | TL%  | RP  | AP  | PRP | SP  | PP  |
| --------- | ----------------- | --- | --- | ---- | ---- | --- | ---- | --- | --- | --- | --- | --- |
| 2009-2010 | San Antonio Spurs | 82  | 23  | 18,2 | 55,6 | 0,0 | 54,7 | 6,4 | 0,8 | 0,6 | 0,5 | 7,8 |
| 2010-2011 | San Antonio Spurs | 81  | 65  | 21,4 | 50,1 | 0,0 | 65,7 | 7,0 | 1,0 | 1,2 | 0,5 | 8,3 |
| 2011-2012 | San Antonio Spurs | 64  | 62  | 21,3 | 53,4 | 0,0 | 61,3 | 5,5 | 1,2 | 0,9 | 0,2 | 9,5 |
| 2012-2013 | San Antonio Spurs | 61  | 16  | 14,0 | 52,4 | 0,0 | 62,9 | 3,8 | 0,7 | 0,6 | 0,2 | 5,4 |
| 2013-2014 | Dallas Mavericks  | 78  | 13  | 15,6 | 53,4 | 0,0 | 63,6 | 4,7 | 0,9 | 0,8 | 0,3 | 6,4 |
| 2014-2015 | Wash. Wizards     | 29  | 0   | 6,2  | 45,6 | -   | 66,7 | 1,9 | 0,1 | 0,2 | 0,0 | 1,9 |
| 2015-2016 | Wash. Wizards     | 29  | 0   | 7,5  | 41,2 | 0,0 | 38,5 | 2,0 | 0,4 | 0,3 | 0,1 | 2,1 |
| Carriera  | Carriera          | 424 | 179 | 16,6 | 52,4 | 0,0 | 60,8 | 5,1 | 0,8 | 0,7 | 0,3 | 6,8 |

#### Playoffs
| Anno     | Squadra           | PG | PT | MP   | TC%  | 3P% | TL%  | RP  | AP  | PRP | SP  | PP  |
| -------- | ----------------- | -- | -- | ---- | ---- | --- | ---- | --- | --- | --- | --- | --- |
| 2010     | San Antonio Spurs | 10 | 0  | 9,1  | 50,0 | -   | 55,6 | 3,9 | 0,5 | 0,5 | 0,4 | 3,7 |
| 2011     | San Antonio Spurs | 4  | 0  | 12,5 | 33,3 | -   | 60,0 | 3,3 | 0,5 | 0,0 | 0,3 | 4,3 |
| 2012     | San Antonio Spurs | 10 | 0  | 7,6  | 63,0 | -   | 50,0 | 2,3 | 0,2 | 0,3 | 0,1 | 3,7 |
| 2013     | San Antonio Spurs | 12 | 0  | 6,3  | 61,8 | -   | 55,6 | 2,0 | 0,6 | 0,4 | 0,1 | 3,9 |
| 2014     | Dallas Mavericks  | 6  | 0  | 13,5 | 59,3 | -   | 61,5 | 6,2 | 0,2 | 2,0 | 0,0 | 6,7 |
| Carriera | Carriera          | 42 | 0  | 8,9  | 54,6 | -   | 57,1 | 3,2 | 0,4 | 0,6 | 0,2 | 4,2 |

#### Massimi in carriera
- Massimo di punti: 28 (3 volte)[3]
- Massimo di rimbalzi: 23 vs Dallas Mavericks (14 aprile 2010)
- Massimo di assist: 5 (2 volte)
- Massimo di palle rubate: 5 vs Los Angeles Lakers (5 novembre 2013)
- Massimo di stoppate: 3 (5 volte)
- Massimo di minuti giocati: 42 vs New York Knicks (21 gennaio 2011)

## Palmarès
- NCAA AP All-America First Team (2009)
- NBA All-Rookie Second Team (2010)